# Palais archiépiscopal d'Arles
Le palais archiépiscopal d'Arles est un ancien édifice religieux, située à Arles, dans les Bouches-du-Rhône.

## Historique
Autrefois siège de l'église catholique à Arles, le bâtiment de la place de la République a changé de fonction à la Révolution française, pour notamment devenir bibliothèque municipale, de 1829 à 1988, puis bâtiment universitaire.
Un premier édifice avait été construit, dans le prolongement de l'église Saint-Trophime, au moyen-âge. Il n'en reste que peut de traces, de nos jours. Au XIIe siècle, la tour Gioffredi (actuel bureau de poste) vient agrandir la bâtisse. Mais les réaménagement les plus importants datent du XVIIe siècle, par François de Grignan et de 1786, par Jean Marie du Lau.
Le classement du palais archiépiscopal est effectué en 2 périodes : en 1922, puis en 1959.

## Bâtiment

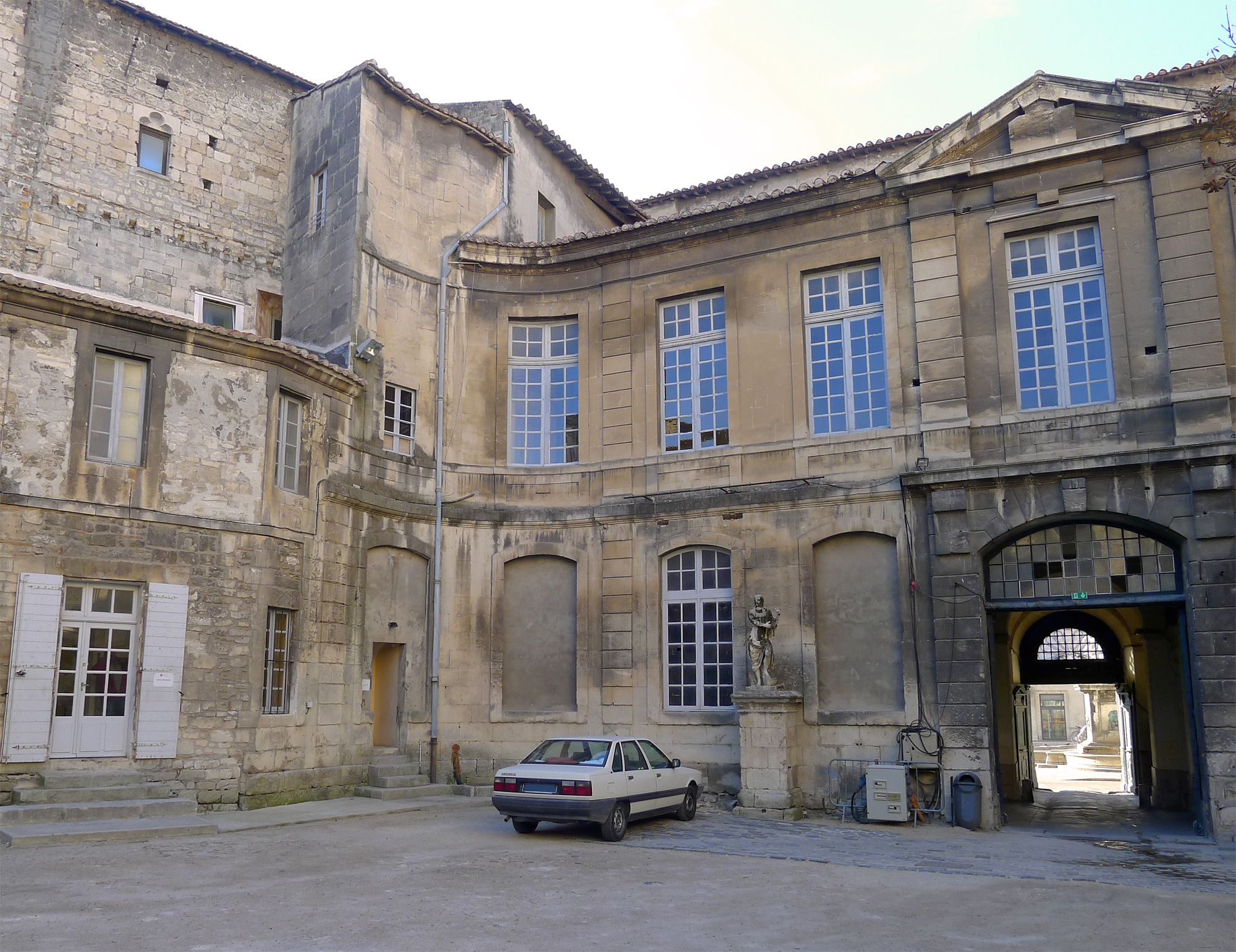
Cour du palais épiscopal.

## En savoir plus